# هضم الكربوهيدرات
يجب أن تتحلل جميع الكربوهيدرات التي تمتصها الأمعاء الدقيقة إلى السكريات الأحادية قبل عملية الامتصاص. يبدأ هضم النشا بعمل الألفا أميلاز اللعابية أو التيالين على الرغم من أن نشاطها يعتبر ضئيلاً مقارنة بأميلاز البنكرياس في الأمعاء الدقيقة. يحلل الأميلاز النشا إلى ألفا دكسترين، ثم تهضمه غلوكو أميلاز (ألفا ديكستريناسيز) للمالتوز ومالتوتريوز. تُحلل مواد الهضم في ألفا أميلاز وألفا ديكسترانيز وثنائيات السكريد الغذائية إلى السكريات الأحادية المقابلة لها عن طريق الإنزيمات (مالتاز وإيزومالتاز وسكراز واللاكتاز) الموجودة في الحافة الفِرْشاتِيَّة في الأمعاء الدقيقة. في النظام الغذائي الغربي التقليدي، يتميز هضم الكربوهيدرات وامتصاصها بالسرعة ويحدث في الغالب في الأمعاء الدقيقة العلوية. إضافة إلى ذلك، عندما يحتوي النظام الغذائي على الكربوهيدرات غير السهلة في عملية الهضم، فتتم عملية الهضم والامتصاص بطريقة رئيسة في منطقة اللفائفية من الأمعاء.
يستمر هضم الطعام بينما يتم امتصاص العناصر الأبسط. يحدث امتصاص معظم الطعام المهضوم في الأمعاء الدقيقة عبر الحافة الفِرْشاتِيَّة للظهارة التي تغطي الزعابات (الهيكل الصغير الشبيه بالشعر). إنه ليس مجرد انتشار للمواد، ولكنه نشط ويتطلب استخدام الطاقة عن طريق الخلايا الظهارية.
أثناء مرحلة امتصاص الكربوهيدرات، يتم نقل الفركتوز إلى العصارة الخلوية والجلوكوز والجالاكتوز للخلية المعوية المتنافسة مع ناقل Na + الآخر اللازمة للعملية. من العصارة الخلوية، تنتقل السكريات الأحادية إلى الشعيرات الدموية عن طريق الانتشار البسيط أو السهل.
تشمل الكربوهيدرات التي لا يتم هضمها في الأمعاء الدقيقة أغذية النشا المقاوم مثل البطاطس والفاصوليا والشوفان ودقيق القمح والعديد من السكريد قليل الحدود والنشا، الذي يتم هضمه بطريقة متغيرة عند وصوله للأمعاء الغليظة. تأيض النباتات البكتيرية هذه المركبات في غياب الأكسجين. ينتج عن ذلك غازات (الهيدروجين وثاني أكسيد الكربون والميثان) والأحماض الدهنية ذات السلسلة القصيرة (الاسيتات والبروبيونات والبوتيرات). يتم امتصاص الغازات وإفرازها عن طريق التنفس أو من خلال فتحة الشرج. يتم تأييض الأحماض الدهنية بسرعة. ومن ثم، فإن البوتيرات المستخدمة أساسًا في القولون، تعد مصدرًا غذائيًا مهمًا لهذه الخلايا وتنظم نموها والخلات في الدم ويلتقطها الكبد والعضلات وغيرها من الأنسجة والبروبيونات التي تعد أحد المصادر المهمة للجلوكوز في الحيوانات ولكن لا ينطبق ذلك على البشر.